# 13869 Fruge
13869 Fruge este un asteroid din centura principală de asteroizi.

## Descriere
13869 Fruge este un asteroid din centura principală de asteroizi. A fost descoperit pe 8 ianuarie 2000 la Socorro, New Mexico, în cadrul proiectului LINEAR. Asteroidul prezintă o orbită caracterizată de o semiaxă mare de 2,58 ua, o excentricitate de 0,11 și o înclinație de 8,7° în raport cu ecliptica.